# Eva Fog
Eva Fog Noer (født 1979) er digital pædagog, debattør, underviser, konsulent, kønsaktivist og ekspert i børns brug af digitale medier samt kvinder og teknologi.
Eva Fog Noer bruges som ekspertkilde i TV, radio og aviser i forbindelse med børn og unges liv så sociale medier. Hendes arbejde med børn og unge online, specielt på mediet TikTok siden pandemien i 2020, har bidraget til et indgående kendskab i de unge generationers brug og tilstedeværelse på sociale platforme.
Eva Fog Noer stiftede i 2016 teknologiforeningen Digipippi, der arbejdede med at få piger til at interessere sig for IT. Hun blev i 2018 udnævnt til "Role Model of the Year" af IT-konferencen "Wondertech" og "Mentor of the Year" i 2019. DigiPippi blev i 2018 udmærket som et forgangseksempel for ligestilling af EU's ligestillingsinstitut.
Eva Fog er uddannet Rudolf Steiner-pædagog i 2009, og har siden arbejdet som pædagog med alderen 6-15 år.